# Jiang Cuihua
Jiang Cuihua (en chino: 姜 翠華; Dalian, 2 de febrero de 1975) es una deportista china que compite en ciclismo en la modalidad de pista, especialista en las pruebas de velocidad y keirin persecución.
Participó en los Juegos Olímpicos de Sídney 2000, obteniendo una medalla de bronce en la prueba de 500 m contrarreloj.
Ganó tres medallas en el Campeonato Mundial de Ciclismo en Pista entre los años 1999 y 2003.

## Medallero internacional
| Juegos Olímpicos   | Juegos Olímpicos         | Juegos Olímpicos  | Juegos Olímpicos   |
| Año                | Lugar                    | Medalla           | Competición        |
| ------------------ | ------------------------ | ----------------- | ------------------ |
| 2000               | Sídney (Australia)       | Medalla de bronce | 500 m contrarreloj |
| Campeonato Mundial |                          |                   |                    |
| Año                | Lugar                    | Medalla           | Competición        |
| 1999               | Berlín (Alemania)        | Medalla de plata  | 500 m contrarreloj |
| 2000               | Mánchester (Reino Unido) | Medalla de plata  | 500 m contrarreloj |
| 2003               | Stuttgart (Alemania)     | Medalla de bronce | 500 m contrarreloj |